# Robin Glen-Indiantown
Robin Glen-Indiantown – jednostka osadnicza w Stanach Zjednoczonych, w stanie Michigan, w hrabstwie Saginaw.